# Platypalpus richardsi
Platypalpus richardsi är en tvåvingeart som beskrevs av Chillcott 1962. Platypalpus richardsi ingår i släktet Platypalpus och familjen puckeldansflugor. Inga underarter finns listade i Catalogue of Life.